# Le testament de la tante Caroline

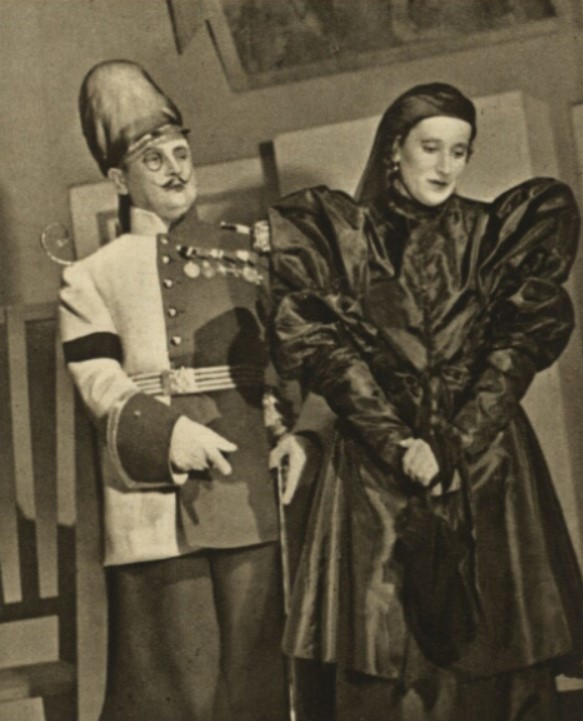
Presentation i Olomouc 1936.

Le testament de la tante Caroline (Faster Carolines testamente) är en fransk opera i tre akter med musik av Albert Roussel och libretto av Nino (pseudonym för Michel Veber).

## Historia
Roussel komponerade operan åren 1932-33. Den komiska operan (eller operetten) avvek betydligt från hans tidigare verk som alla hade varit allvarliga. Påverkad av kompositörer som Arthur Honegger och Jacques Ibert ville även Roussel försöka sig på att skapa ett lättare verk som kunde tilltala både press och publik. Texten skrevs på tjeckiska med titeln Testament Tetý Karoliny och hade premiär den 14 november 1936 i Olomouc. Det blev ingen större succé och Roussel reviderade operan genom att skära ner de tre akterna till en och översätta texten till franska. Denna enaktsversion hade premiär på Opéra-Comique i Paris den 11 mars 1937.

## Personer
- Noémie (sopran)
- Christine (talroll)
- Maître Corbeau (baryton)
- Jobard (baryton)
- Noël (tenor)
- Docteur Patogène (bas)
- Béatrice (sopran)
- Lucine (mezzosopran)
- Laguigne (tenor)
- Ernestine (sopran)

## Handling
Faster Caroline var förskjuten hela sitt liv av sin släkt för sitt sätt att leva. Hon har i sitt testamente lämnat sin förmögenhet till den första av hennes tre brorsdöttrar som får en son inom ett år efter hennes död. De två äldre gifta lyckas inte med uppgiften. Den tredje avslöjar att hon i sin ungdom födde en son som nu råkar vara familjens chaufför Noel. Han ärver till familjens ilska hela förmögenheten.